# 拉什斯里奇 (密蘇里州)
拉什斯里奇（英語：Rushs Ridge）是位於美國密蘇里州密西西比縣的鬼鎮。

## 歷史
拉什斯里奇的郵局於1858年設立，其後於1861年停運。

## 地理
拉什斯里奇所處的海拔為高於海平面97米（即318英呎），而該地所採用的時區為UTC-6，即北美中部時區（CST）。同時該地設有夏令時間，為UTC-6調快一小時，即UTC-5（CDT）。